# IC 3038
IC 3038 је спирална галаксија у сазвјежђу Дјевица која се налази на листи објеката дубоког неба у Индекс каталогу.
Деклинација објекта је + 11° 21' 12" а ректасцензија 12h 12m 32,6s. Привидна величина (магнитуда) објекта IC 3038 износи 14,5 а фотографска магнитуда 15,3. IC 3038 је још познат и под ознакама CGCG 69-82, VCC 57, PGC 38920.